# نادين غورديمير
نادين غورديمر (بالإنجليزية: Nadine Gordimer) (1923 - 2014) هي كاتبة ذات طراز حقوقي إنساني مناهض للعنصرية، وتنحدر من جنوب أفريقيا، ولدت في سبرينجز يوم 20 نوفمبر 1923، وحصلت على جائزة نوبل في الأدب عن مجمل أعمالها المناهضة للتمييز العنصري في بلادها عام 1991. وجائزة "بوكر" الأدبية عام 1974.

## النشأة والحياة
ولدت في عائلة برجوازية لأب يهودي الأصل وأم إنجليزية، وتربت في بيئة دينية مسيحية كاثوليكية، كما ترعرت في بيئة شهدت الكثير من فترات التفرقة العنصرية التي كانت تميز أو تؤمن بتفوق العرق الأبيض على نظيره الأسود، ولكنها لم تكن تحمل التفرقة العنصرية والمشاكل العرقية في بلدها.
كتبت أول قصة لها في سن التاسعة؛ نتيجة تأثرها بما قامت به الشرطة بجنوب أفريقيا من عملية مداهمة وتفتيش لمنزل خادمتها السوداء.
كانت على علاقة مميزة مع العالم العربي والثقافة العربية، فقد ربطتها علاقة وثيقة بالراحل نجيب محفوظ، وكانت مهتمة بأعماله، وقد كتبت مقدمة الترجمة الإنجليزية لكتابه "أصداء السيرة الذاتية"، فضلا عن مناصرتها للقضية الفلسطينية، ودعوتها لإيجاد حل يكفل حقوق الشعب الفلسطيني، وإن كان يؤخذ عليها حضور احتفالات الذكرى الستين "لتأسيس إسرائيل".
في 26 أكتوبر 2006 أعتدى عليها ثلاثة من اللصوص حاولوا سرقتها مما أصابها بجروح طفيفة.

## رواياتها المترجمة للعربية
- شعب يوليو (رواية)
- ضيف شرف (رواية)
- بلد آخر (رواية)، المترجم : سامر أبو هواش
- مدينة للأموات مدينة للأحياء

## من أعمالها
- الياقوتة
- العالم البرجوازي الزائل (رواية)
- ابنة برغر (رواية)
- الأيام الكاذبة (رواية)
- الحصول على حياة (رواية)
- الشاحنة الصغيرة (رواية)
- عالم من الغرباء (رواية)
- المحافظ (رواية)
- رياضة طبيعية (رواية)
- قصة ابني (رواية)
- لا أحد يرافقني (رواية)
- لا وقت كالحاضر (رواية)
- مناسبة للحب (رواية)

## روابط خارجية
- نادين غورديمير على موقع IMDb (الإنجليزية)
- نادين غورديمير على موقع الموسوعة البريطانية (الإنجليزية)
- نادين غورديمير على موقع مونزينجر (الألمانية)
- نادين غورديمير على موقع إن إن دي بي (الإنجليزية)
- نادين غورديمير على موقع ديسكوغز (الإنجليزية)
- نادين غورديمير على موقع قاعدة بيانات الفيلم (الإنجليزية)